# Anna Caumo
Anna Caumo (Brunico, 16 febbraio 2002) è una hockeista su ghiaccio italiana, di ruolo attaccante.

## Carriera

### Club
Dopo le giovanili giocate con la squadra della sua città natale, il Val Pusteria, ha esordito quattordicenne nel massimo campionato italiano con la maglia delle EV Bozen Eagles, con cui ha giocato per due stagioni prima di passare all'EC Wil Ladies nella seconda serie svizzera, con un contratto annuale.
Alla scadenza dell'accordo, ha fatto ritorno alle Eagles, con cui è rimasta fino al mese di febbraio del 2021, quando è passata all'HC Dobbiaco.
Al termine della stagione si è trasferita negli Stati Uniti d'America, giocando nel campionato NCAA dapprima con l'Università del Maine (2022-2023) e successivamente con l'Università Franklin Pierce.

### Nazionale
Dal 2017 al 2020 con la maglia dell'Italia under 18 ha giocato quattro edizioni del mondiale di categoria (il primo in Prima Divisione - Gruppo B, concluso con la promozione in Gruppo A, ed i successivi tre nella Prima Divisione - Gruppo A)
Appena sedicenne ha fatto l'esordio anche in nazionale maggiore, disputando con le azzurre il mondiale nel 2018, 2019, 2022, 2023, 2024 e 2025.

## Palmarès
- Campionato italiano femminile: 2

EV Bozen Eagles: 2016-2017, 2017-2018
- EWHL: 1

EV Bozen Eagles:2016-2017